# Belgiens Grand Prix 1951
Belgiens Grand Prix 1951 var det tredje av åtta lopp ingående i formel 1-VM 1951.  

## Resultat
1. Nino Farina, Alfa Romeo, 8 poäng
2. Alberto Ascari, Ferrari, 6
3. Luigi Villoresi, Ferrari, 4
4. Louis Rosier, Ecurie Rosier (Talbot-Lago-Talbot), 3
5. Yves Giraud-Cabantous, Yves Giraud-Cabantous (Talbot-Lago-Talbot), 2
6. André Pilette, Ecurie Belgique (Talbot-Lago-Talbot)
7. Johnny Claes, Ecurie Belge (Talbot-Lago-Talbot)
8. Pierre Levegh, Pierre Levegh (Talbot-Lago-Talbot)
9. Juan Manuel Fangio, Alfa Romeo

### Förare som bröt loppet
- Louis Chiron, Ecurie Rosier (Talbot-Lago-Talbot) (varv 28, motor)
- Consalvo Sanesi, Alfa Romeo (11, kylare)
- Piero Taruffi, Ferrari (8, transmission)
- Philippe Étancelin, Philippe Étancelin (Talbot-Lago-Talbot) (0, transmission)